# Не молчи
Не молчи (срп. Не ћути) је осми студијски албум руског поп певача Диме Билана који је објављен 2015.

## Списак композиција
На албуму се налазе следеће песме: